# Вулиця Данила Галицького (Дніпро)
Вулиця Данила Галицького — одна з головних вулиць житлового масиву Західний, розташована у Новокодацькому районі міста Дніпро.

## Історія

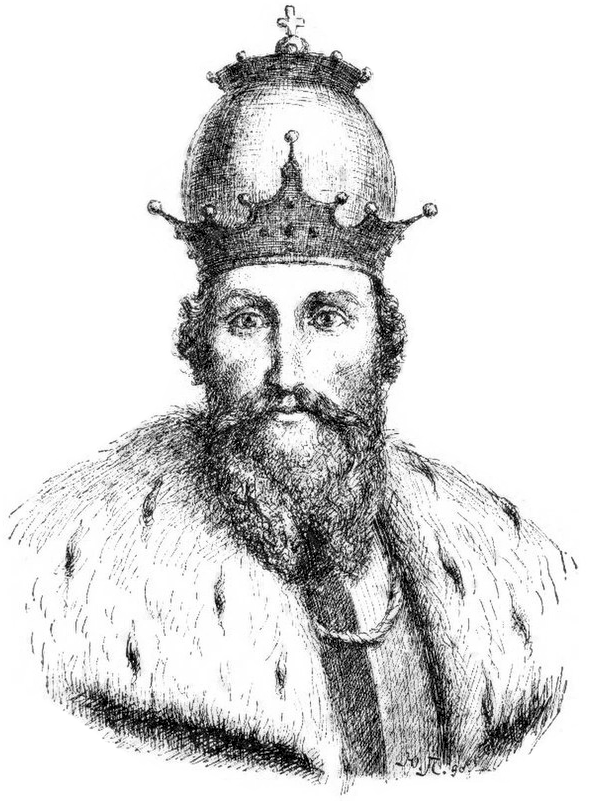
Данило Галицький

В радянські часи вулиця носила назву на честь радянського воєначальника Семена Будьоного. 2016 року була перейменована на честь Короля Русі Данила Галицького. 

## Перехресні назви
- вулиця Волинська
- Прилучаються вулиці Ближня, Фосфорна, Деземовська.

## Будівлі
- № 19 — філія №1 Дніпровської міської бібліотеки[1][2];
- № 29 - Відділення Нової пошти №37.